# Autostrade e semiautostrade in Svizzera

La rete autostradale svizzera

Le autostrade e le semiautostrade svizzere, la cui prima apertura è datata 1955, sono costituite da una rete quasi interamente a pedaggio, il cui pagamento, dal 1985, consiste nell'acquisto di una vignetta autostradale annuale che va apposta sul parabrezza o acquistata online. Il contrassegno è valido dal 1º dicembre dell'anno che precede la data stampata sul bollino al 31 gennaio dell'anno successivo. 
Il limite di velocità è di 120 km/h sulle autostrade e di 100 km/h nelle semiautostrade. Le semiautostrade possono avere la carreggiata a una o più corsie per senso di marcia.
Le prime due autostrade elencate sono quelle che consentono l'attraversamento della Svizzera da nord a sud e da est a ovest, cioè dal confine con la Germania a quello con l'Italia (la A2) e dal confine francese a quello austriaco (la A1).

## La rete
Al 2008 la rete è composta da 1382,7 km di autostrade e 271,4 km di semiautostrade.
| Simbolo | Codice | Nome                                     | Fase                     | Estensione  |
| ------- | ------ | ---------------------------------------- | ------------------------ | ----------- |
|         | A1     | Asse Est-Ovest                           | in servizio              | 410 km      |
|         | A2     | Autostrada del Gottardo                  | in servizio              | 295 km      |
|         | A3     | Autostrada del Lago di Walenstadt        | in servizio              | 180 km      |
|         | A4     | -                                        | in servizio              | 165 km      |
|         | A5     | Autostrada del Giura meridionale         | parzialmente in servizio | 100 km      |
|         | A6     | -                                        | in servizio              | 84 km       |
|         | A7     | -                                        | in servizio              | 35 km       |
|         | A8     | -                                        | parzialmente in servizio | 94 km       |
|         | A9     | Autostrada del Rodano                    | parzialmente in servizio | 230 km      |
|         | A12    | -                                        | in servizio              | 80 km       |
|         | A13    | Autostrada del Reno                      | in servizio              | 198 km      |
|         | A14    | -                                        | in servizio              | 29 km       |
|         | A15    | Autostrada dell'Oberland                 | parzialmente in servizio | 27 km       |
|         | A16    | Transgiurana                             | in servizio              | 84 km       |
|         | A17    | -                                        | in servizio              | 2,6 km      |
|         | A18    | -                                        | parzialmente in servizio | 22,5 km     |
|         | A20    | -                                        | in servizio              | ?           |
|         | A21    | Raccordo semiautostradale 21 di Martigny | in servizio              | 4,8 km      |
|         | A22    | -                                        | in servizio              | 13,5 km     |
|         | A23    | -                                        | parzialmente in servizio | 41 km       |
|         | A24    | Raccordo autostradale 24                 | in servizio              | 3,5 km      |
|         | A25    | Autostrada dell'Appenzell                | in progetto              | 10 km (ca.) |
|         | A50    | -                                        | in servizio              | 3,7 km      |
|         | A51    | Raccordo autostradale dell'aeroporto     | in servizio              | 9,9 km      |
|         | A52    | -                                        | in servizio              | 17,3 km     |